# Abner Mares
Abner Mares Martínez (ur. 28 listopada 1985 w Guadalajarze) – meksykański bokser, wicemistrz Igrzysk panamerykańskich, były zawodowy mistrz świata wagi piórkowej (do 126 funtów) i były junior piórkowej (do 122 funtów) federacji WBC oraz były w wadze koguciej (do 118 funtów) organizacji IBF.

## Kariera amatorska
Sukcesy zaczął odnosić już w okresie juniorskim. W roku 2002 został w Kecskemet (Węgry) mistrzem świata kadetów (U17), a w 2004 w Czedżu (Korea Południowa) wicemistrzem świata juniorów w wadze koguciej. Przegrał w finale z Kirgizem Ajbekiem Abdimomnowem.
Równocześnie startował w zawodach seniorskich. W roku 2002 w San Salwador został mistrzem Igrzysk Ameryki Środkowej i Karaibów. W półfinale pokonał późniejszego zawodowego mistrza świata Portorykańczyka Juana Manuela Lópeza i w finale również późniejszego zawodowego mistrza świata Kolumbijczyka Yonnhy Péreza.
W Igrzyskach Panamerykańskich w Santo Domingo (Dominikana) w 2003 pokonał kolejno: Argentyńczyka Juana Manuela Floresa oraz powtórnie Juana Manuela Lópeza. W półfinale wygrał ponownie z Yonnhym Pérezem, a w finale przegrał z Kubańczykiem Guillermo Rigondeaux'a.
Reprezentował swój kraj na Igrzyskach Olimpijskich w Atenach w wadze koguciej. Przegrał pierwszą walkę z Węgrem Zsoltem Bedakiem na punkty po kontrowersyjnym werdykcie.
W trakcie kariery amatorskie rozegrał 120 pojedynków, z których wygrał 112, w tym 84 przed czasem.

## Kariera zawodowa
Karierę zawodową rozpoczął 6 stycznia 2005. Do marca 2010 stoczył 20 walk, wszystkie wygrywając. W tym czasie zdobył tytuł WBO NABO w kategorii koguciej.
22 maja 2010 stoczył pojedynek o tytuł mistrza świata IBF w wadze koguciej z Kolumbijczykiem Yonnhy Pérezem. Był to ich czwarty pojedynek. Trzy pierwsze miały miejsce w trakcie kariery amatorskiej. Walka zakończyła się remisem i Pérez pozostał mistrzem. 11 grudnia doszło do pojedynku z Ormianinem Wachtangiem Darczinjanem. Stawką był tytuł IBO i wakujący WBC Silver. Walka odbyła się w ramach turnieju zorganizowanego przez telewizję Showtime. Zwycięzca miał spotkać się z lepszym z pary Joseph Agbeko-Yonnhy Pérez o tytuł mistrzowski IBF. Mares był liczony w drugiej rundzie a Darczinjan w siódmej. Mares wygrał po zaciętym pojedynku niejednogłośnie na punkty.
13 sierpnia 2011 doszło w Las Vegas do pojedynku z Nigeryjczykiem Josephem Agbeko. Po wyrównanej walce, w której Agbeko był liczony w pierwszej i jedenastej rundzie, Mares wygrał niejednogłośną decyzją sędziów i został nowym mistrzem organizacji IBF w wadze koguciej oraz obronił tytuł WBC Silver. Do rewanżowego pojedynku doszło 3 grudnia. Mares wygrał jednogłośnie na punkty i obronił pas mistrzowski IBF.
W lutym 2012 zrezygnował z tytułu w kategorii koguciej przechodząc do junior piórkowej. 21 kwietnia w El Paso (Stany Zjednoczone) zmierzył się z Portorykańczykiem Erikiem Morelem o wakujący tytuł mistrza federacji WBC. Zwyciężył jednogłośnie na punkty zostając mistrzem świata w drugiej kategorii wagowej. Do pierwszej obrony doszło 10 listopada a przeciwnikiem był posiadacz tytułu WBA Super w wadze koguciej Anselmo Moreno z Panamy. Zwyciężył Mares jednogłośnie na punkty mając przeciwnika na deskach w rundzie piątej.
W lutym 2013 zrezygnował z tytułu przechodząc do kategorii piórkowej. 4 maja w Las Vegas zmierzył się z mistrzem tej kategorii federacji WBC rodakiem Danielem Ponce de Leónem. Wygrał przez techniczny nokaut w dziewiątej rundzie, mając przeciwnika na deskach w rundzie drugiej oraz dziewiątej i został mistrzem świata w trzeciej kategorii wagowej.
7 marca 2015 na gali w MGM Grand w Las Vegas wygrał na punty na dystansie dziesięciu rund 99:90, 98:91 i 96:93 z rodakiem Arturem Santosem Reyesem (18-5, 5 KO).
29 sierpnia 2015 na gali PBC w Los Angeles przegrał niejednogłośnie na punkty 114-114, 111-117 i 111-117 rodakiem Santą Cruzem (31-0-1, 17 KO) pojedynek o pas super czempiona WBA kategorii piórkowej.